# Live (album Blind Guardian)
Live – 10 z kolei, a co za tym idzie jubileuszowa płyta zespołu heavy- i powermetalowego Blind Guardian wydana w 2003 roku. Składa się z dwóch krążków CD zawierających przekrój przez dotychczasowy dorobek muzyczny zespołu, począwszy od heavymetalowego, poprzez powermetalowe i w końcu symfoniczne brzmienie.

## Lista utworów
| 1. War of Wrath 1:54 2. Into the Storm 4:52 3. Welcome to Dying 5:28 4. Nightfall 6:20 5. The Script for my Requiem 6:38 6. Harvest of Sorrow 3:56 7. The Soulforged 6:03 8. Valhalla 8:12 9. Majesty 8:19 10. Mordred's Song 6:46 11. Born in a Mourning Hall\| 5:57 | 1. Under the Ice 6:15 2. Bright Eyes 5:26 3. Punishment Divine 6:21 4. The Bard's Song (In the Forest) 7:48 5. Imaginations from the Other Side 9:40 6. Lost in the Twilight Hall 7:09 7. A Past and Future Secret 4:31 8. Time Stands Still (at the Iron Hill) 5:52 9. Journey Through the Dark 5:43 10. Lord of the Rings 4:34 11. Mirror Mirror 6:06 |